# Rauiella abbreviata
Rauiella abbreviata là một loài Rêu trong họ Thuidiaceae. Loài này được (Broth.) Wijk & Margad. miêu tả khoa học đầu tiên năm 1962.